# Бялоблоти (Куявсько-Поморське воєводство)
Бялоблоти (пол. Białobłoty, нім. Bialoblott) — село в Польщі, у гміні Свеці-над-Осою Ґрудзьондзького повіту Куявсько-Поморського воєводства. Населення — 147 осіб (2011).
У 1975-1998 роках село належало до Торунського воєводства.

## Демографія
Демографічна структура станом на 31 березня 2011 року:
|          | Загалом | Допрацездатний вік | Працездатний вік | Постпрацездатний вік |
| -------- | ------- | ------------------ | ---------------- | -------------------- |
| Чоловіки | 76      | 27                 | 45               | 4                    |
| Жінки    | 71      | 13                 | 44               | 14                   |
| Разом    | 147     | 40                 | 89               | 18                   |